# Kalktuffquellen im Allgäuer Alpenvorland
Kalktuffquellen im Allgäuer Alpenvorland este o arie protejată (arie specială de conservare — SAC, sit de importanță comunitară — SCI) din Germania întinsă pe o suprafață de 11,47 ha, integral pe uscat.

## Localizare
Centrul sitului Kalktuffquellen im Allgäuer Alpenvorland este situat la coordonatele 47°53′07″N 10°33′28″E / 47.8853°N 10.5578°E.

## Înființare
Situl Kalktuffquellen im Allgäuer Alpenvorland a fost declarat sit de importanță comunitară în noiembrie 2004 pentru a proteja 1 specie de animale. Situl a fost protejat și ca arie specială de conservare în aprilie 2016.

## Biodiversitate
Situată în ecoregiunea continentală, aria protejată conține 6 habitate naturale: Cursuri de apă de la nivel de câmpie la nivel montan, cu vegetație Ranunculion fluitantis și Callitricho-Batrachion, Izvoare petrifiante cu formare de travertin (Cratoneurion), Mlaștini alcaline, Păduri de fag Asperulo-Fagetum, Păduri pe pante, grohotișuri și ravene de Tilio-Acerion, Păduri aluvionare cu Alnus glutinosa și Fraxinus excelsior (Alno-Padion, Alnion incanae, Salicion albae).
La baza desemnării sitului se află o specie protejată de  nevertebrate: Vertigo angustior.